# Peter Knäbel
Peter Knäbel (* 2. Oktober 1966 in Witten) ist ein schweizerisch-deutscher Fußballfunktionär und ehemaliger Fußballspieler. Am 23. Mai 2025 wurde er zum Präsidenten des Schweizerischen Fussballverbands (SFV) gewählt. Am 1. August 2025 trat er sein Amt an.

## Spielerkarriere
Knäbel wohnte als Kind mit seinen Eltern in einem Haus in Blickweite zum Westfalenstadion. Als Jugendlicher spielte er bei Borussia Dortmund (1974 bis 1979) und ab 1979 beim VfL Bochum. Als Spieler des VfL Bochum kam er am 13. April 1982 in der Schülernationalmannschaft zum Einsatz, die in Frankfurt am Main die Schülernationalmannschaft Englands mit 3:0 bezwang. Es folgten drei Länderspiele für die DFB-Jugendauswahl „B“, für die er am 23. November 1982 in Landshut beim 2:0-Sieg über die Auswahl der Tschechoslowakei debütierte. Danach kam er in zwei Qualifikationsspielen für den 2. UEFA-Wettbewerb gegen die Auswahl der DDR zum Einsatz. Am 13. April 1983 wurde der erste Vergleich in Braunschweig mit 5:0 gewonnen und der zweite am 7. Mai 1983 in Eisenhüttenstadt mit 1:0; den Siegtreffer erzielte er. Im Sommer 1984 rückte er ins Amateurteam auf und kam am 12. August 1984 gegen den FC Gohfeld zu seinem ersten Spiel in der Oberliga Westfalen.
Am 15. September 1984 kam Knäbel zu einem Einsatz für das Profiteam der Bochumer in der Bundesliga, bei dem er sein erstes Profitor erzielte. Mit den Amateuren des VfL Bochum erreichte Knäbel in der Saison 1984/85 die zweite Runde im DFB-Pokal. Bis zu seinem zweiten Bundesligaspiel musste er fast zwei Jahre warten, im Verlauf der Saison 1986/87 kam er häufiger zum Einsatz. 1988 erreichte er mit dem VfL Bochum das DFB-Pokalfinale, in dem man Eintracht Frankfurt mit 0:1 unterlag. Knäbel kam in diesem Spiel nicht zum Einsatz.
1988 wechselte er zum FC St. Pauli. Der Klub war gerade aus der zweiten Liga aufgestiegen und erreichte 1989 mit einem zehnten Platz den Klassenerhalt. Knäbel fiel während der Saison 88/89 erst wegen eines im August 1988 erlittenen Innenbandrisses im Knie drei Monate aus, im Januar 1989 zwang ihn ein Nierenschaden zum Zusehen. Zu Jahresbeginn 1990 wurde wegen eines Knorpelschadens ein Eingriff am linken Knie vorgenommen, Anfang August 1990 zog er sich einen doppelten Bänderriss im Fuß zu. Nach dem Abstieg 1991 (verlorene Relegation gegen die Stuttgarter Kickers) spielte Knäbel zwei Jahre in der 2. Bundesliga mit den Hamburgern, ehe er 1993 zum 1. FC Saarbrücken wechselte. Bei St. Pauli war er die meiste Zeit Stammspieler, hatte jedoch mit Verletzungen zu kämpfen. Die fünf Jahre beim FC St. Pauli bezeichnete Knäbel später als seine „mit Abstand geilste Zeit als Profi“. Gelegentlich spielt er auch noch für die Millerntor-Traditionself, so zuletzt im Mai 2010 anlässlich des 100-jährigen Vereinsjubiläums.

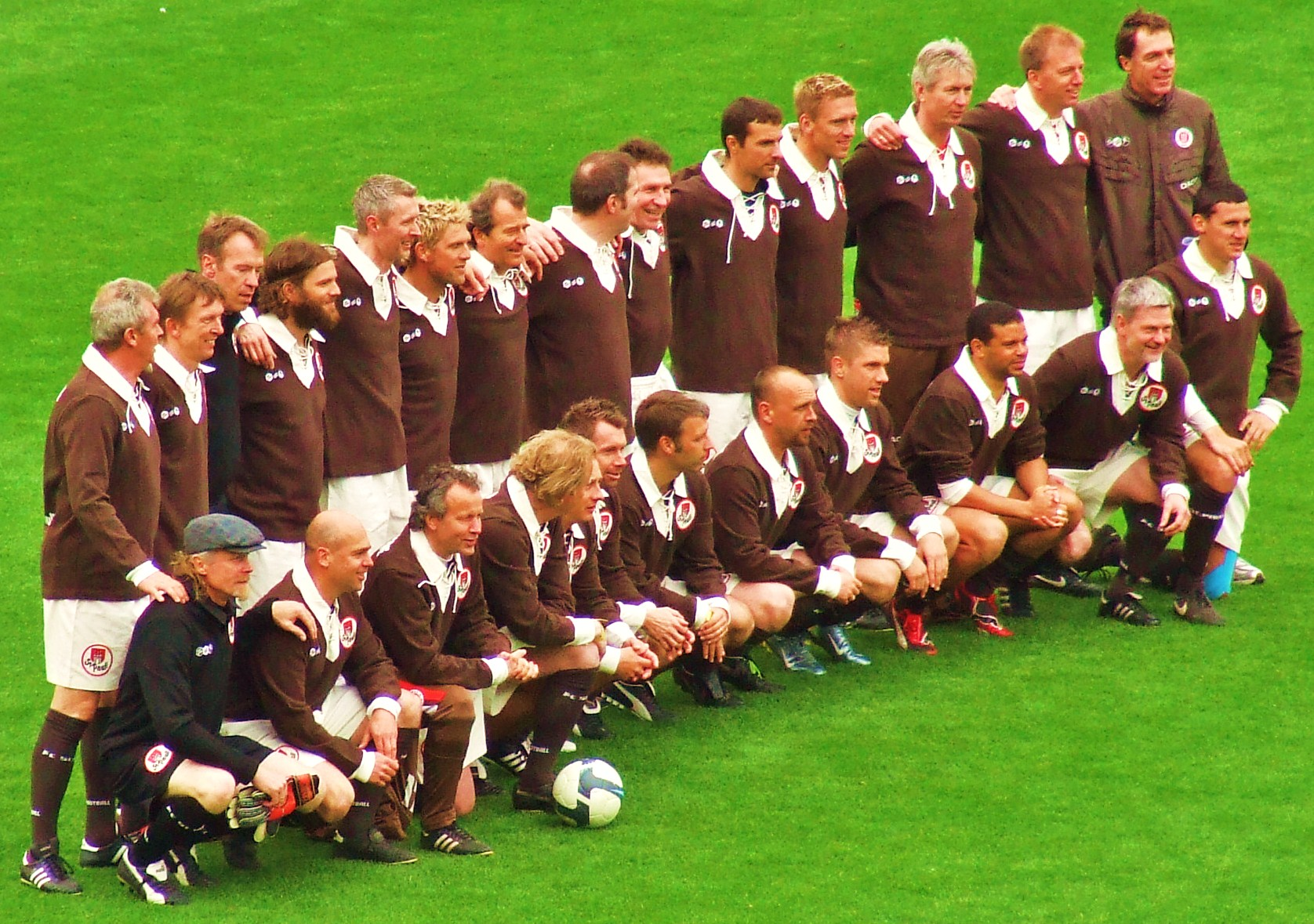
Die „Millerntor-Traditionself“ mit Peter Knäbel (untere Reihe, 6. v. r.)

Beim 1. FC Saarbrücken kam er unter Trainer Fritz Fuchs 19-mal in der 2. Bundesliga zum Einsatz und erzielte drei Tore. 1994 ging er zum TSV 1860 München, der gerade einen Durchmarsch von der Bayernliga in die Bundesliga hinter sich hatte. Nach zwei Bundesligaspielen für 1860 wechselte er im Winter auf Leihbasis in die Schweiz zum FC St. Gallen. Am Saisonende nutzten die Schweizer die vereinbarte Kaufoption nicht; Knäbel wechselte daraufhin zum 1. FC Nürnberg. Hier trainierte er neben seiner Tätigkeit als Spieler auch Jugendmannschaften des FCN. Nachdem er in den ersten zwei Saisons beim FCN Stammspieler gewesen war, wurde er während der Saison 1997/98, als Felix Magath Willi Entenmann als Trainer abgelöst hatte, aussortiert.
Nach der Saison, die mit dem Aufstieg des FCN in die Bundesliga endete, unterschrieb er einen Vertrag beim Schweizer Erstligisten FC Winterthur, für den er bis 2000 als Spielertrainer agierte und die Mannschaft zum Aufstieg in die Challenge League führte. Von 2000 bis 2003 war er Manager sowie Jugend- und Amateurkoordinator des FCW und weiterhin gleichzeitig Spieler.

### Erfolge
- Europameister bei der U-16-Fußball-Europameisterschaft 1984
- Sieger im Länderpokal 1986 mit Westfalen
- DFB-Pokalfinale 1988 mit dem VfL Bochum
- Aufstieg in die Bundesliga 1998 mit dem 1. FC Nürnberg

### Statistik
| Liga          | Spiele (Tore) |
| ------------- | ------------- |
| Bundesliga    | 108 0(7)      |
| 2. Bundesliga | 120 (10)      |
| Regionalliga  | 027 0(3)      |
| Oberliga      | 046 (14)      |
| Wettbewerb    |               |
| DFB-Pokal     | 019 0(1)      |

## Funktionär und Trainer

### FC Basel
Im Jahr 2003 beendete Knäbel seine Spielerkarriere und wurde Technischer Direktor beim FC Basel. 2006 wurde er Nachwuchschef. Von September 2009 bis September 2014 war er Technischer Direktor des Schweizerischen Fussballverbandes.

### Hamburger SV
Am 1. Oktober 2014 übernahm er als Nachfolger von Sportdirektor Oliver Kreuzer den neugeschaffenen Posten des „Direktor Profifußball“ des Hamburger SV, während Bernhard Peters als „Direktor Sport“ gesamtsportlicher Leiter der übrigen Vereinsabteilungen wurde. Neben seiner Funktionärstätigkeit leitete Knäbel einige Einheiten eines „Perspektivtrainings“, in dem einmal wöchentlich Talente von der U-17 bis zur U-23 gemeinsam trainieren. Am 22. März 2015 übernahm er acht Spieltage vor Saisonende die auf dem 16. Tabellenplatz stehende Bundesligamannschaft als Interimstrainer vom zuvor freigestellten Josef Zinnbauer. Nach zwei Spieltagen kehrte er auf seinen alten Posten zurück und gab die Position des Cheftrainers an Bruno Labbadia weiter. Dieser erreichte mit der Mannschaft nach drei Siegen und einem Unentschieden am letzten Spieltag die Relegation, in der der Klassenerhalt gesichert wurde.
Am 9. Mai 2016 wurde sein bis zum 30. Juni 2017 laufender Vertrag aufgelöst.

### Berater des VfB Stuttgart
Von Januar bis März 2018 fungierte er als Berater im Nachwuchsbereich des VfB Stuttgart.

### FC Schalke 04
Am 15. April 2018 übernahm er die neugeschaffene Position des Technischen Direktors Entwicklung beim FC Schalke 04. Nach der Freistellung des Sportvorstands Jochen Schneider und des Cheftrainers Christian Gross übernahm Knäbel am 28. Februar 2021 die sportliche Gesamtverantwortung des Vereins. Zu diesem Zeitpunkt stand die Bundesligamannschaft nach dem 23. Spieltag der Saison 2020/21 mit 9 Punkten auf dem letzten Platz, wobei der Rückstand auf den Relegationsplatz ebenso viele Punkte betrug. Als neuen Cheftrainer verpflichtete er Dimitrios Grammozis. Am 30. März 2021 berief ihn der Aufsichtsrat zum Vorstand für Sport und Kommunikation. Der FC Schalke 04 konnte den Rückstand nicht mehr aufholen und stieg in die 2. Bundesliga ab. Nachdem Abstieg und einem Schuldenstand von 217 Millionen Euro musste die Transferpolitik geändert werden. Trotz enormer Einsparungen, Corona-Pandemie und den Wegfall von Hauptsponsor Gazprom aufgrund des Ukraine-Krieges konnte die sofortige Rückkehr in die Bundesliga geschafft werden. Der Schuldenstand wurde zudem auf 183,5 Millionen gesenkt. Der FC Schalke 04 konnte in der folgenden Spielzeit, auch nach einer zwischenzeitlichen Aufholjagd mit 18 Punkten aus 13 Spielen unter Trainer Thomas Reis in der Rückrunde, den Abstieg 2023 nicht verhindert. Am 1. Januar 2024 trat Knäbel von seinem Amt zurück und war bis zum 30. Juni 2024 noch als Berater des Managements aktiv.

## Sonstiges
Seit der Saison 2017/18 ist Knäbel Fußballexperte beim Schweizer Fernsehen und bei Analysen der Spiele der UEFA Champions League sowie einiger der WM 2018 zu sehen.